# Pavel Verner (hudebník)
Pavel Verner (9. února 1934 Praha – 2. srpna 2021) byl český hobojista.

## Život
Na Pražské konzervatoři byl žákem Adolfa Kubáta, soukromě studoval u Františka Hantáka. V roce 1959 se stal jedním z laureátů dechové soutěže Pražského jara.
V letech 1956–1958 působil jako sólohobojista ve zlínské filharmonii a současně jako pedagog na kroměřížské konzervatoři. Poté byl sólohobojistou a vedoucím skupiny hobojů v Symfonickém orchestru Československého rozhlasu (1958–1962) a v Symfonickém orchestru hlavního města Prahy FOK (1962–1999).
Vyučoval na Pražské konzervatoři, působil jako lektor interpretačních kurzů a porotce mezinárodních soutěží (pražské Concertino Praga, interpretační soutěž v Bayreuthu).
Významně se uplatňoval jako sólista, zejména s Pražským komorním orchestrem, Vlachovým Českým komorním orchestrem, Sukovým komorním orchestrem, Les Solistes Européens a s komorním orchestrem Ars rediviva. Komorní hře se věnoval v souborech Musica da camera Praga, Ars rediviva, Filharmonické kvinteto. Spolupracoval s Pražskou komorní filharmonií, Sebastian orchestrem, Vlachovým kvartetem, s Josefem Sukem a dalšími. Se členy své rodiny založil soubor Verner Collegium, v němž působil jako hráč na hoboj a na anglický roh.
Jeho technicky vybroušená kultivovaná hra inspirovala řadu skladatelů. Premiéroval mj. skladby Zdeňka Lukáše, Jana Hanuše, Oldřicha Flosmana a Miloše Vacka. Vynikl také v interpretaci barokní hudby a uskutečnil řadu snímků pro nahrávací společnosti, rozhlas a televizi.